# Borneomyia
Borneomyia är ett släkte av tvåvingar. Borneomyia ingår i familjen sprickflugor.

## Arter
- Borneomyia acanthophora
- Borneomyia tigra